# Liste der Monuments historiques im Département Vaucluse/M–Z
Dieser Artikel listet einen Teil der Monuments historiques im Département Vaucluse in Frankreich auf.

## M

### Malaucène
- Liste der Monuments historiques in Malaucène

### Malemort-du-Comtat
| Bezeichnung                | Beschreibung | Gemeinde           | Standort                    | Kennzeichnung | Schutzstatus | Datum | Bild |
| -------------------------- | ------------ | ------------------ | --------------------------- | ------------- | ------------ | ----- | ---- |
| Fontaine de la Grand-Porte |              | Malemort-du-Comtat | Boulevard Félix-Gras (Lage) | PA00082071    | Inscrit      | 1949  |      |

### Mazan
- Liste der Monuments historiques in Mazan

### Ménerbes
| Bezeichnung | Beschreibung | Gemeinde | Standort                  | Kennzeichnung | Schutzstatus | Datum | Bild |
| --- | ------------ | -------- | ------------------------- | ------------- | ------------ | ----- | ---- |
| Abbaye de Saint-Hilaire                                                                                            |              | Ménerbes | Route de Lacoste (Lage)   | PA00082075    | Classé       | 1975  |      |
| Dolmen de la Pichone                                                                                               |              | Ménerbes | Chemin des Renards (Lage) | PA00082076    | Classé       | 1910  |      |
| Hôtel Astier de Montfaucon Innendekor, Treppe, Kamin, Garten, Kampanile, Springbrunnen, Brunnen                    |              | Ménerbes | Place de l’Horloge (Lage) | PA84000021    | Inscrit      | 1998  |      |
| Hôtel de Tingry Hof, Außentreppe, Eingangstor, Treppe, Eingangshalle, Fassade, Treppengeländer, Dach, Boden, Mauer |              | Ménerbes | Rue Cornille (Lage)       | PA00082213    | Inscrit      | 1989  |      |

### Mérindol
| Bezeichnung                                 | Beschreibung | Gemeinde | Standort       | Kennzeichnung | Schutzstatus | Datum | Bild |
| ------------------------------------------- | ------------ | -------- | -------------- | ------------- | ------------ | ----- | ---- |
| Burgruine Mérindol Kapelle, Donjon, Kurtine |              | Mérindol | (Lage)         | PA84000015    | Inscrit      | 1997  |      |
| Hängebrücke Wächterhaus, Dach               |              | Mérindol | R.D. 32 (Lage) | PA00082078    | Inscrit      | 1986  |      |
| Ste-Anne de Mérindol                        |              | Mérindol | (Lage)         | PA00082077    | Inscrit      | 1984  |      |

### Méthamis
| Bezeichnung                                         | Beschreibung | Gemeinde | Standort              | Kennzeichnung | Schutzstatus | Datum | Bild |
| --------------------------------------------------- | ------------ | -------- | --------------------- | ------------- | ------------ | ----- | ---- |
| Fundplatz Gramari                                   |              | Méthamis | Ouzières Ouest (Lage) | PA00082079    | Classé       | 1970  |      |
| St-Pierre-et-St-Paul de Méthamis Kirchplatz, Treppe |              | Méthamis | (Lage)                | PA84000016    | Inscrit      | 1997  |      |

### Mirabeau
| Bezeichnung               | Beschreibung | Gemeinde | Standort       | Kennzeichnung | Schutzstatus | Datum | Bild |
| ------------------------- | ------------ | -------- | -------------- | ------------- | ------------ | ----- | ---- |
| Pont de Mirabeau Pfeiler  |              | Mirabeau | R.D. 96 (Lage) | PA00082081    | Inscrit      | 1988  |      |
| Ste-Madeleine de Mirabeau |              | Mirabeau | R.D. 96 (Lage) | PA00082080    | Classé       | 1928  |      |

### Mondragon
| Bezeichnung                                 | Beschreibung | Gemeinde  | Standort                 | Kennzeichnung | Schutzstatus | Datum | Bild |
| ------------------------------------------- | ------------ | --------- | ------------------------ | ------------- | ------------ | ----- | ---- |
| Hôtel de Suze Fassade, Dach                 |              | Mondragon | Place Perrot (Lage)      | PA00082082    | Inscrit      | 1949  |      |
| St-Pierre-aux-Liens de Mondragon Innendekor |              | Mondragon | Hameau de Derboux (Lage) | PA00135632    | Classé       | 1997  |      |

### Monteux
- Liste der Monuments historiques in Monteux

### Morières-lès-Avignon
| Bezeichnung      | Beschreibung | Gemeinde             | Standort                 | Kennzeichnung | Schutzstatus | Datum | Bild |
| ---------------- | ------------ | -------------------- | ------------------------ | ------------- | ------------ | ----- | ---- |
| Domaine Rodolphe |              | Morières-lès-Avignon | Quartier Rodolphe (Lage) | PA84000060    | Classé       | 2011  |      |

### Mormoiron
| Bezeichnung             | Beschreibung | Gemeinde  | Standort | Kennzeichnung | Schutzstatus | Datum | Bild |
| ----------------------- | ------------ | --------- | -------- | ------------- | ------------ | ----- | ---- |
| St-Laurent de Mormoiron |              | Mormoiron | (Lage)   | PA00082086    | Inscrit      | 1988  |      |
| Turmstumpf              |              | Mormoiron | (Lage)   | PA00082087    | Inscrit      | 1988  |      |
| Wachturm Turm           |              | Mormoiron | (Lage)   | PA00082088    | Inscrit      | 1988  |      |

### Mornas
| Bezeichnung                | Beschreibung | Gemeinde | Standort                            | Kennzeichnung | Schutzstatus | Datum | Bild |
| -------------------------- | ------------ | -------- | ----------------------------------- | ------------- | ------------ | ----- | ---- |
| Festung Mornas             |              | Mornas   | 76 Grande-Rue (Lage)                | PA00082089    | Inscrit      | 1927  |      |
| Maison Fenster             |              | Mornas   | Grand-Rue, bei der Porte St-Nicolas | PA00082091    | Inscrit      | 1930  |      |
| Notre-Dame du Val-Romigier |              | Mornas   | Montée de la Combe (Lage)           | PA00082090    | Classé       | 1910  |      |

## O

### Oppède
| Bezeichnung         | Beschreibung | Gemeinde | Standort                 | Kennzeichnung | Schutzstatus | Datum | Bild |
| ------------------- | ------------ | -------- | ------------------------ | ------------- | ------------ | ----- | ---- |
| Burgruine Oppède    |              | Oppède   | (Lage)                   | PA00082092    | Classé       | 1925  |      |
| Croix d’Oppède      |              | Oppède   | Vor der Kirche (Lage)    | PA00082093    | Inscrit      | 1934  |      |
| Maison Gabrielli    |              | Oppède   | Rue du Petit-Four (Lage) | PA84000006    | Inscrit      | 1996  |      |
| Notre-Dame-d’Alydon |              | Oppède   | (Lage)                   | PA00082094    | Inscrit      | 1929  |      |
| Puits d’Oppède      |              | Oppède   | (Lage)                   | PA00082095    | Inscrit      | 1931  |      |

### Orange
| Bezeichnung                                                                     | Beschreibung | Gemeinde | Standort                                     | Kennzeichnung | Schutzstatus   | Datum          | Bild |
| ------------------------------------------------------------------------------- | ------------ | -------- | -------------------------------------------- | ------------- | -------------- | -------------- | ---- |
| Colline Saint-Eutrope Schloss, Basilika, Zisterne, Bastion, Theater, Stützmauer |              | Orange   | (Lage)                                       | PA00082108    | Classé Inscrit | 1840 1919 1995 |      |
| Fontaine des Cordeliers                                                         |              | Orange   | Place des Cordeliers (Lage)                  | PA00082101    | Classé         | 1920           |      |
| Gymnasion Keller, Mauer                                                         |              | Orange   | Rue Madeleine Roch (Lage)                    | PA00082102    | Classé         | 1920 1938      |      |
| Hôtel de Jonc Gehweg, Dach                                                      |              | Orange   | 12bis-14 rue Petite-Fusterie (Lage)          | PA00082103    | Inscrit        | 1984           |      |
| Hôtel Monier-Vinard Treppe, Fassade, Treppengeländer, Dach                      |              | Orange   | 5 rue de l’Ancien-Hôtel-de-Ville (Lage)      | PA00082104    | Inscrit        | 1975           |      |
| Hôtel de Ville Belfried                                                         |              | Orange   | (Lage)                                       | PA00082105    | Classé         | 1907           |      |
| Îlot Pontillac                                                                  |              | Orange   | Rue Pontillac (Lage)                         | PA84000038    | Inscrit        | 2003           |      |
| Kathedrale von Orange Kirche                                                    |              | Orange   | Rue du Renoyer (Lage)                        | PA00082100    | Classé         | 1921           |      |
| Krankenhaus Treppe, Treppengeländer                                             |              | Orange   | Cours Pourtoules (Lage)                      | PA00082098    | Inscrit        | 1974           |      |
| Maison Eingangstor                                                              |              | Orange   | 4 rue de Tourre (Lage)                       | PA00082106    | Inscrit        | 1931           |      |
| Romanisches Haus Kapelle                                                        |              | Orange   | Rue de l’Ancien-Hôtel-de-Ville (Lage)        | PA00082099    | Classé         | 1991           |      |
| Römische Stadtmauer Stadttor, Stadtmauer                                        |              | Orange   | Route de Roquemaure (Lage)                   | PA00082107    | Classé         | 1935 1938      |      |
| Römisches Theater Heidentempel, Nymphäum                                        |              | Orange   | Rue Madeleine-Roch (Lage)                    | PA00082096    | Classé         | 1862           |      |
| „Triumphbogen“                                                                  |              | Orange   | Avenue Maréchal-de-Lattre-de-Tassigny (Lage) | PA00082097    | Classé         | 1840 1963      |      |
| Stadttheater Orange Fassade, Dach                                               |              | Orange   | Cours Aristide-Briand (Lage)                 | PA00082109    | Inscrit        | 1975           |      |

## P

### Pernes-les-Fontaines
- Liste der Monuments historiques in Pernes-les-Fontaines

### Pertuis
| Bezeichnung | Beschreibung | Gemeinde | Standort                                               | Kennzeichnung | Schutzstatus   | Datum | Bild           |
| --- | ------------ | -------- | ------------------------------------------------------ | ------------- | -------------- | ----- | -------------- |
| Bastide La Loubière Iscles Haus, Springbrunnen, Hof, Garten, Einfriedung, Wasserbecken, Terrasse, Pavillon, Fassade, Dach, Boden |              | Pertuis  | Iscles de la Loubière (Lage)                           | PA00082215    | Inscrit        | 1989  |                |
| Donjon de Pertuis Donjon |              | Pertuis  | Place Mirabeau (Lage)                                  | PA00082131    | Classé         | 1984  |                |
| Gebäude Keller, Fassade, Treppe, Dach                                                                                            |              | Pertuis  | 77 rue Durance-de-Pertuis (Lage)                       | PA00082133    | Inscrit        | 1988  |                |
| Hôtel de la Charité Kapelle, Eingangstor, Eingangshalle, Fassade, Dach                                                           |              | Pertuis  | Rue Giraud (Lage)                                      | PA00082132    | Classé Inscrit | 1984  | weitere Bilder |
| Karmelitenkirche Pertuis |              | Pertuis  | Rue Henri-Silvy Ecke Avenue du Maréchal-Leclerc (Lage) | PA84000017    | Inscrit        | 1997  |                |
| Maison de la Reine-Jeanne Tor, Fassade, Flügel                                                                                   |              | Pertuis  | Rue Beaujeu (Lage)                                     | PA00082134    | Inscrit        | 1931  | weitere Bilder |
| St-Nicolas de Pertuis |              | Pertuis  | (Lage)                                                 | PA00082130    | Classé         | 1911  | weitere Bilder |
| Stadtbefestigung Pertuis Stadtmauer, Turm                                                                                        |              | Pertuis  | (Lage)                                                 | PA00082135    | Inscrit        | 1930  | weitere Bilder |

### Piolenc
| Bezeichnung                                                   | Beschreibung | Gemeinde | Standort                  | Kennzeichnung | Schutzstatus | Datum | Bild |
| ------------------------------------------------------------- | ------------ | -------- | ------------------------- | ------------- | ------------ | ----- | ---- |
| Schloss Crochans Nebengebäude, Gutshof, Landschaftspark, Wald |              | Piolenc  | R.N. 7 (Lage)             | PA84000039    | Inscrit      | 2003  |      |
| St-Pierre de Piolenc                                          |              | Piolenc  | Place Saint-Pierre (Lage) | PA84000018    | Inscrit      | 1997  |      |

### Le Pontet
| Bezeichnung | Beschreibung | Gemeinde  | Standort                   | Kennzeichnung | Schutzstatus   | Datum     | Bild |
| --- | ------------ | --------- | -------------------------- | ------------- | -------------- | --------- | ---- |
| Hippodrome Roberty Haus, Nebengebäude, Gestüt, Halle, Garten, Park, Wasserbecken, Zierbau, Pferderennbahn, Drahtzaun, Tribüne, Speisesaal, Badezimmer, Innendekor |              | Le Pontet | Route de Carpentras (Lage) | PA00125731    | Inscrit Classé | 1993 2006 |      |
| Schloss Fargues Scheune, Eingangstor, Pavillon, Fassade, Gebäude, Dach                                                                                            |              | Le Pontet | (Lage)                     | PA00082136    | Classé Inscrit | 1982      |      |

### Puget
| Bezeichnung         | Beschreibung | Gemeinde | Standort | Kennzeichnung | Schutzstatus | Datum | Bild |
| ------------------- | ------------ | -------- | -------- | ------------- | ------------ | ----- | ---- |
| Notre-Dame de Puget |              | Puget    | (Lage)   | PA00082137    | Inscrit      | 1972  |      |

## R

### Richerenches
| Bezeichnung                                              | Beschreibung | Gemeinde     | Standort                     | Kennzeichnung | Schutzstatus | Datum | Bild |
| -------------------------------------------------------- | ------------ | ------------ | ---------------------------- | ------------- | ------------ | ----- | ---- |
| Komturei Richerenches und Maison des Notaires Haus, Dach |              | Richerenches | Rue de la Commanderie (Lage) | PA00082138    | Classé       | 1984  |      |

### Roussillon
| Bezeichnung       | Beschreibung | Gemeinde   | Standort           | Kennzeichnung | Schutzstatus | Datum | Bild |
| ----------------- | ------------ | ---------- | ------------------ | ------------- | ------------ | ----- | ---- |
| Fundplatz Martins |              | Roussillon | Les Martins (Lage) | PA00082139    | Inscrit      | 1988  |      |

### Rustrel
| Bezeichnung                                                                                  | Beschreibung | Gemeinde | Standort       | Kennzeichnung | Schutzstatus   | Datum | Bild |
| -------------------------------------------------------------------------------------------- | ------------ | -------- | -------------- | ------------- | -------------- | ----- | ---- |
| Eisenwerk Rustrel Hochofen, Halle, Fabrikschornstein, Haus, Maschinenraum, Gießerei, Fassade |              | Rustrel  | (Lage)         | PA00082216    | Classé Inscrit | 1989  |      |
| Notre-Dame-des-Anges de Rustrel Kapelle, Eremitage                                           |              | Rustrel  | R.D. 34 (Lage) | PA00082140    | Inscrit        | 1986  |      |
| Schloss Rustrel Kamin, Saal, Fassade, Innendekor, Dach                                       |              | Rustrel  | (Lage)         | PA00082141    | Classé Inscrit | 1989  |      |

## S

### Saignon
| Bezeichnung                                                               | Beschreibung | Gemeinde | Standort | Kennzeichnung | Schutzstatus | Datum | Bild |
| ------------------------------------------------------------------------- | ------------ | -------- | -------- | ------------- | ------------ | ----- | ---- |
| Abtei Saint-Eusèbe Kirche, Klostergebäude, Hof, archäologischer Fundplatz |              | Saignon  | (Lage)   | PA00082142    | Classé       | 1996  |      |
| Notre-Dame-de-Pitié de Saignon                                            |              | Saignon  | (Lage)   | PA00082143    | Classé       | 1909  |      |

### Saint-Christol
| Bezeichnung                                            | Beschreibung | Gemeinde       | Standort | Kennzeichnung | Schutzstatus | Datum | Bild |
| ------------------------------------------------------ | ------------ | -------------- | -------- | ------------- | ------------ | ----- | ---- |
| Notre-Dame-et-St-Christophe de Saint-Christol d’Albion |              | Saint-Christol | (Lage)   | PA00082145    | Classé       | 1909  |      |

### Saint-Didier
- Liste der Monuments historiques in Saint-Didier (Vaucluse)

### Saint-Cécile-les-Vignes
| Bezeichnung           | Beschreibung | Gemeinde                 | Standort               | Kennzeichnung | Schutzstatus | Datum | Bild |
| --------------------- | ------------ | ------------------------ | ---------------------- | ------------- | ------------ | ----- | ---- |
| Gebäude Fassade, Dach |              | Sainte-Cécile-les-Vignes | 8 rue Cardinale (Lage) | PA00082144    | Inscrit      | 1976  |      |

### Saint-Martin-de-la-Brasque
| Bezeichnung                                                                                | Beschreibung | Gemeinde                   | Standort                | Kennzeichnung | Schutzstatus | Datum | Bild |
| ------------------------------------------------------------------------------------------ | ------------ | -------------------------- | ----------------------- | ------------- | ------------ | ----- | ---- |
| Maison de Langesse Hof, Schuppen, Springbrunnen, Viehtränke, Wasserbecken, Hydraulikanlage |              | Saint-Martin-de-la-Brasque | Chemin du Moulin (Lage) | PA00082228    | Inscrit      | 1992  |      |

### Saint-Pantaléon
| Bezeichnung                   | Beschreibung | Gemeinde        | Standort | Kennzeichnung | Schutzstatus | Datum | Bild |
| ----------------------------- | ------------ | --------------- | -------- | ------------- | ------------ | ----- | ---- |
| Église Saint-Pantaléon Felsen |              | Saint-Pantaléon | (Lage)   | PA00082150    | Classé       | 1907  |      |

### Saint-Saturnin-lès-Apt
| Bezeichnung | Beschreibung | Gemeinde               | Standort                      | Kennzeichnung | Schutzstatus | Datum | Bild |
| --- | ------------ | ---------------------- | ----------------------------- | ------------- | ------------ | ----- | ---- |
| Burgruine Saint-Saturnin-lès-Apt                                                                                    |              | Saint-Saturnin-lès-Apt | (Lage)                        | PA00082151    | Classé       | 1921  |      |
| Ferme du Cabaret Einfriedungsmauer, Eingangstor, Springbrunnen, Fassade                                             |              | Saint-Saturnin-lès-Apt | R.D. 943 (Lage)               | PA84000042    | Inscrit      | 2004  |      |
| Fontaine de Saint-Saturnin-lès-Apt                                                                                  |              | Saint-Saturnin-lès-Apt | Nahe der Mairie (Lage)        | PA00082152    | Inscrit      | 1932  |      |
| Maison Allemand Tor, Flügel                                                                                         |              | Saint-Saturnin-lès-Apt | 3 rue de la République (Lage) | PA00082154    | Inscrit      | 1934  |      |
| Maison à Cariatides Tor, Balkon, Statue                                                                             |              | Saint-Saturnin-lès-Apt |                               | PA00082153    | Inscrit      | 1932  |      |
| Maison Silvestre Tor, Flügel                                                                                        |              | Saint-Saturnin-lès-Apt | 7 rue de la République (Lage) | PA00082155    | Inscrit      | 1934  |      |
| Schloss Bourgane Pavillon, Eingangstor, Einfriedungsmauer, Stützmauer, Springbrunnen, Wasserbecken, Hydraulikanlage |              | Saint-Saturnin-lès-Apt | R.D. 943 (Lage)               | PA84000040    | Inscrit      | 2003  |      |
| Wassermühle Bourgane Wasserbecken, Springbrunnen, Hof, Tenne, Trockenraum, Fassade                                  |              | Saint-Saturnin-lès-Apt | Moulin de Bourgane (Lage)     | PA84000041    | Inscrit      | 2004  |      |

### Saint-Trinit
| Bezeichnung | Beschreibung | Gemeinde     | Standort | Kennzeichnung | Schutzstatus | Datum | Bild |
| ----------- | ------------ | ------------ | -------- | ------------- | ------------ | ----- | ---- |
| St-Trinit   |              | Saint-Trinit | (Lage)   | PA00082156    | Classé       | 1915  |      |

### Sarrians
| Bezeichnung                                                     | Beschreibung | Gemeinde | Standort                    | Kennzeichnung | Schutzstatus | Datum | Bild |
| --------------------------------------------------------------- | ------------ | -------- | --------------------------- | ------------- | ------------ | ----- | ---- |
| Schloss Tourreau Kapelle, Allee, Garten, Park, Dach, Baum       |              | Sarrians | Chemin de l’Estagnol (Lage) | PA00082157    | Inscrit      | 1963  |      |
| St-Pierre-et-St-Paul de Sarrians                                |              | Sarrians | (Lage)                      | PA00082158    | Inscrit      | 1973  |      |
| Tour de Sarrians und Stadtbefestigung Sarrians Stadtmauer, Turm |              | Sarrians | Esplanade de Lirac (Lage)   | PA00082159    | Inscrit      | 1977  |      |

### Sault
| Bezeichnung                               | Beschreibung | Gemeinde | Standort | Kennzeichnung | Schutzstatus | Datum | Bild |
| ----------------------------------------- | ------------ | -------- | -------- | ------------- | ------------ | ----- | ---- |
| Notre-Dame-de-la-Tour de Sault Innendekor |              | Sault    | (Lage)   | PA00082160    | Classé       | 1990  |      |

### Saumane-de-Vaucluse
- Liste der Monuments historiques in Saumane-de-Vaucluse

### Séguret
| Bezeichnung            | Beschreibung | Gemeinde | Standort | Kennzeichnung | Schutzstatus | Datum | Bild |
| ---------------------- | ------------ | -------- | -------- | ------------- | ------------ | ----- | ---- |
| Fontaine des Mascarons |              | Séguret  | (Lage)   | PA00082164    | Classé       | 1984  |      |

### Sérignan-du-Comtat
| Bezeichnung                                                 | Beschreibung | Gemeinde           | Standort              | Kennzeichnung | Schutzstatus | Datum | Bild |
| ----------------------------------------------------------- | ------------ | ------------------ | --------------------- | ------------- | ------------ | ----- | ---- |
| Harmas de Jean-Henri Fabre Eingangstor, Einfriedung, Garten |              | Sérignan-du-Comtat | Route d'Orange (Lage) | PA84000007    | Classé       | 1998  |      |
| Maison de Diane de Poitiers Kamin, Innendekor               |              | Sérignan-du-Comtat | (Lage)                | PA00132927    | Inscrit      | 1994  |      |
| St-Étienne de Sérignan-du-Comtat                            |              | Sérignan-du-Comtat | (Lage)                | PA00082165    | Classé       | 1978  |      |

### Sorgues
| Bezeichnung                                                                 | Beschreibung | Gemeinde | Standort                 | Kennzeichnung | Schutzstatus | Datum | Bild |
| --------------------------------------------------------------------------- | ------------ | -------- | ------------------------ | ------------- | ------------ | ----- | ---- |
| Gebäude Fassade, Dach                                                       |              | Sorgues  | 300 rue Ducrès (Lage)    | PA00082222    | Inscrit      | 1991  |      |
| Maison de la Reine-Jeanne                                                   |              | Sorgues  | 87 rue de la Tour (Lage) | PA00082169    | Inscrit      | 1989  |      |
| Pont des Arméniens                                                          |              | Sorgues  | (Lage)                   | PA84000031    | Inscrit      | 2001  |      |
| Schloss Brantes Hof, Eingangstor, Fassade, Einfriedung, Dach, Gitter, Boden |              | Sorgues  | Chemin de Brantes (Lage) | PA00082167    | Inscrit      | 1987  |      |
| Schloss Saint-Hubert Dach                                                   |              | Sorgues  | Avenue d'Avignon (Lage)  | PA00082168    | Inscrit      | 1949  |      |
| St-Sixte de Sorgues Apsis                                                   |              | Sorgues  | (Lage)                   | PA00082166    | Inscrit      | 1949  |      |

## T

### Taillades
| Bezeichnung           | Beschreibung | Gemeinde  | Standort | Kennzeichnung | Schutzstatus | Datum | Bild |
| --------------------- | ------------ | --------- | -------- | ------------- | ------------ | ----- | ---- |
| Ste-Luce de Taillades |              | Taillades | (Lage)   | PA00082170    | Inscrit      | 1963  |      |

### Le Thor
- Liste der Monuments historiques in Le Thor

### La Tour-d’Aigues
- Liste der Monuments historiques in La Tour-d’Aigues

### Travaillan
| Bezeichnung  | Beschreibung | Gemeinde   | Standort              | Kennzeichnung | Schutzstatus | Datum | Bild |
| ------------ | ------------ | ---------- | --------------------- | ------------- | ------------ | ----- | ---- |
| Stadttor Tor |              | Travaillan | Route d’Orange (Lage) | PA00082178    | Inscrit      | 1933  |      |

## U

### Uchaux
| Bezeichnung                                                                                      | Beschreibung | Gemeinde | Standort | Kennzeichnung | Schutzstatus   | Datum     | Bild |
| ------------------------------------------------------------------------------------------------ | ------------ | -------- | -------- | ------------- | -------------- | --------- | ---- |
| Le Castelas d’Uchaux und St-Michel d’Uchaux Kirche, Priorunterkunft, Friedhof, Einfriedung, Burg |              | Uchaux   | (Lage)   | PA00082224    | Inscrit Classé | 1992 1994 |      |

## V

### Vaison-la-Romaine
| Bezeichnung                                                    | Beschreibung | Gemeinde          | Standort                                                     | Kennzeichnung | Schutzstatus | Datum     | Bild |
| -------------------------------------------------------------- | ------------ | ----------------- | ------------------------------------------------------------ | ------------- | ------------ | --------- | ---- |
| Archäologisches Ensemble von Vaison-la-Romaine Boutique, Villa |              | Vaison-la-Romaine | Vaison-la-Romaine                                            | PA00082227    | Inscrit      | 1992      |      |
| Ausgrabungsgelände La Villasse Haus                            |              | Vaison-la-Romaine | Rue Trogue-Pompée (Lage)                                     | PA00082180    | Classé       | 1943 2007 |      |
| Ausgrabungsgelände Puymin                                      |              | Vaison-la-Romaine | (Lage)                                                       | PA00082187    | Classé       | 1942      |      |
| Burgruine Vaison-la-Romaine Burg, Felsen, Terrain              |              | Vaison-la-Romaine | Chemin de Barbanot (Lage)                                    | PA00082182    | Classé       | 1920      |      |
| Église de la Haute-Ville Innendekor                            |              | Vaison-la-Romaine | Rue des Comtes-de-Blégier (Lage)                             | PA00082183    | Classé       | 1994      |      |
| Gallo-römische Thermen                                         |              | Vaison-la-Romaine | Avenue Général-de-Gaulle (Lage)                              | PA00082189    | Classé       | 1962      |      |
| Haus Tor, Flügel                                               |              | Vaison-la-Romaine | Rue de l’Évéché (Lage)                                       | PA00082184    | Inscrit      | 1930      |      |
| Kathedrale von Vaison Kathedrale, Kreuzgang                    |              | Vaison-la-Romaine | 4 chemin du Bon-Ange (Lage)                                  | PA00082179    | Classé       | 1840      |      |
| Römerbrücke                                                    |              | Vaison-la-Romaine | 2 avenue César-Geoffray (Lage)                               | PA00082186    | Classé       | 1840      |      |
| Römische Mauer                                                 |              | Vaison-la-Romaine | Oberhalb der Brücke von Vaison-la-Romaine Am Ufer der Ouvèze | PA00082185    | Classé       | 1921      |      |
| Römisches Theater                                              |              | Vaison-la-Romaine | Avenue Bernard-Noël (Lage)                                   | PA00082188    | Classé       | 1862      |      |
| St-Quenin de Vaison-la-Romaine                                 |              | Vaison-la-Romaine | Avenue de Saint-Quenin (Lage)                                | PA00082181    | Classé       | 1840      |      |
| Uhrturm Turm, Turmuhr                                          |              | Vaison-la-Romaine | Rue de l'Horloge (Lage)                                      | PA00082190    | Classé       | 1914      |      |
| Villa Do mi si la do ré Innendekor                             |              | Vaison-la-Romaine | 43 avenue Jules-Ferry (Lage)                                 | PA84000034    | Inscrit      | 2002      |      |

### Valréas
| Bezeichnung                                                                                           | Beschreibung | Gemeinde | Standort                          | Kennzeichnung | Schutzstatus | Datum     | Bild |
| --- | ------------ | -------- | --------------------------------- | ------------- | ------------ | --------- | ---- |
| Café de la Paix Saal, Fassade, Innendekor                                                             |              | Valréas  | 26 rue de l’Hôtel-de-Ville (Lage) | PA00082191    | Inscrit      | 1986      |      |
| Chapelle des Pénitents Blancs Garten, Sakristei, Tor, Einfriedung, Boden, Mauer, Gitter               |              | Valréas  | 9 place Pie (Lage)                | PA00082192    | Classé       | 1987      |      |
| Couvent des Cordeliers Kreuzgang, Klostergebäude, Kirche, Glockenturm, Chor, Fassade, Eingangspassage |              | Valréas  | Rue de Berteuil (Lage)            | PA00082193    | Classé       | 1984 2006 |      |
| Hôtel d’Inguimbert Türmchen, Eingangshalle, Treppe, Fassade                                           |              | Valréas  | Grande-Rue 24, 26 (Lage)          | PA00082195    | Classé       | 1975      |      |
| Hôtel de Simiane                                                                                      |              | Valréas  | Place Aristide Briand (Lage)      | PA00082196    | Classé       | 1913      |      |
| Gebäude Tor, Fenster, Balkon, Flügel                                                                  |              | Valréas  | 13 rue de l’Hôtel-de-Ville (Lage) | PA00082197    | Inscrit      | 1978      |      |
| Mur des Fusillés Mauer                                                                                |              | Valréas  | Avenue du Maréchal-Foch (Lage)    | PA00082198    | Inscrit      | 1981      |      |
| Notre-Dame-de-Nazareth de Valréas                                                                     |              | Valréas  | Place Pie (Lage)                  | PA00082194    | Classé       | 1862      |      |
| Tour de Tivoli Turm                                                                                   |              | Valréas  | Cours Tivoli (Lage)               | PA00082199    | Inscrit      | 1932      |      |

### Vaugines
| Bezeichnung                                     | Beschreibung | Gemeinde | Standort                 | Kennzeichnung | Schutzstatus | Datum | Bild |
| ----------------------------------------------- | ------------ | -------- | ------------------------ | ------------- | ------------ | ----- | ---- |
| Hôtel des Bouliers Schornstein, Fassade, Dach   |              | Vaugines | Rue des Amazones (Lage)  | PA00082200    | Classé       | 1984  |      |
| St-Barthélémy de Vaugines Friedhof, Einfriedung |              | Vaugines | Allée de l’Église (Lage) | PA84000019    | Classé       | 2000  |      |

### Vedène
| Bezeichnung                                   | Beschreibung | Gemeinde | Standort                           | Kennzeichnung | Schutzstatus | Datum | Bild |
| --------------------------------------------- | ------------ | -------- | ---------------------------------- | ------------- | ------------ | ----- | ---- |
| Belfried                                      |              | Vedène   | Rue du Cheval-Blanc (Lage)         | PA00082202    | Inscrit      | 1934  |      |
| St-Thomas de Vedène                           |              | Vedène   | Rue des Aires (Lage)               | PA00082201    | Classé       | 1984  |      |
| Usine de Beauport de Vedène Krappfärberanlage |              | Vedène   | 144 - 208 allée de Beauport (Lage) | PA84000061    | Inscrit      | 2011  |      |

### Velleron
| Bezeichnung           | Beschreibung | Gemeinde | Standort                       | Kennzeichnung | Schutzstatus | Datum | Bild |
| --------------------- | ------------ | -------- | ------------------------------ | ------------- | ------------ | ----- | ---- |
| Bories de Velleron    |              | Velleron | Chemin de la Vinaise-Carretier | PA00082203    | Inscrit      | 1974  |      |
| St-Michel de Velleron |              | Velleron | Rue Roquette (Lage)            | PA84000043    | Inscrit      | 2004  |      |

### Venasque
- Liste der Monuments historiques in Venasque

### Viens
| Bezeichnung                             | Beschreibung | Gemeinde | Standort | Kennzeichnung | Schutzstatus | Datum | Bild |
| --------------------------------------- | ------------ | -------- | -------- | ------------- | ------------ | ----- | ---- |
| St-Hilaire de Viens Kirchturm           |              | Viens    | (Lage)   | PA00082207    | Inscrit      | 1933  |      |
| Stadtbefestigung Viens Stadtmauer, Turm |              | Viens    | (Lage)   | PA00082208    | Inscrit      | 1934  |      |

### Villelaure
| Bezeichnung                               | Beschreibung | Gemeinde   | Standort | Kennzeichnung | Schutzstatus   | Datum     | Bild |
| ----------------------------------------- | ------------ | ---------- | -------- | ------------- | -------------- | --------- | ---- |
| Schloss Villelaure Pavillon, Taubenschlag |              | Villelaure | (Lage)   | PA00082209    | Inscrit Classé | 1992 1993 |      |

### Visan
| Bezeichnung                                          | Beschreibung | Gemeinde | Standort                     | Kennzeichnung | Schutzstatus | Datum | Bild |
| ---------------------------------------------------- | ------------ | -------- | ---------------------------- | ------------- | ------------ | ----- | ---- |
| Maison Butscher de Visan                             |              | Visan    | 291 chemin de la Tapi (Lage) | PA84000062    | Inscrit      | 2011  |      |
| Notre-Dame-des-Vignes de Visan Eremitage, Innendekor |              | Visan    | (Lage)                       | PA00082210    | Classé       | 1990  |      |

### Vitrolles-en-Lubéron
| Bezeichnung          | Beschreibung | Gemeinde             | Standort | Kennzeichnung | Schutzstatus | Datum | Bild |
| -------------------- | ------------ | -------------------- | -------- | ------------- | ------------ | ----- | ---- |
| Château du Grand Pré |              | Vitrolles-en-Lubéron | (Lage)   | PA84000068    | Inscrit      | 2013  |      |